# GHQ裁判
GHQ裁判（GHQさいばん）は、1948年10月から翌1949年9月にかけて、東京の丸の内および青山で、連合国軍最高司令官総司令部(GHQ)がおこなった軍事裁判。この裁判は、極東国際軍事裁判（東京裁判）が結審した後に引き続き拘留されていたA級戦犯容疑者のうち、戦争犯罪が立証できそうだった豊田副武元海軍大将と田村浩元陸軍中将を裁くため、新たに「戦争犯罪被告人裁判規程」を制定したうえで、それに基づいて実施された。東京裁判やBC級戦犯裁判と区別して準A級裁判・A'級裁判、裁判が行われた場所から丸の内裁判、青山裁判とも呼ばれる。

## 経緯
GHQは、東京裁判で起訴された28人以外のA級戦犯容疑者についても、東京裁判の後で、継続して裁判にかけるつもりで多数の容疑者を逮捕していた。しかし1948年初めに米国は東京裁判の継続裁判を行わないことを決定した。
1948年4月に東京裁判が結審した後、米国は、拘禁中のA級戦犯容疑者の中で、「通例の戦争犯罪」について重大な責任があり、戦争犯罪の立証が可能と考えた豊田副武元海軍大将と田村浩元陸軍中将を裁判にかけることにし、2人の裁判を行うために特にGHQは同年10月27日に「戦争犯罪被告人裁判規程」を発令、豊田・田村両被告に対する委員会の構成員を任命し、東京に新たな軍事裁判所を設置することを命令した。
両被告に対する起訴状は既に同月19日に交付されており、同月29日にこのGHQの規程に基づく両被告の裁判（GHQ裁判）が開廷した。
米国が法廷を開設した目的は、A級戦犯容疑者を、思い通りにならず時間もかかる国際法廷を避けて、かつBC級戦犯裁判とは異なる法的根拠に基づいて裁くためだったとされ、「戦争犯罪被告人裁判規程」は、東京裁判の根拠法となった極東国際軍事裁判所条例と横浜裁判などに適用された「戦争犯罪人裁判規程」を合わせたような規程だった。このためGHQ裁判は東京裁判やBC級戦犯裁判と区別して準A級裁判・A'級裁判とも呼ばれている。
両被告の裁判は当初、東京・丸の内の三菱仲11号館で行われ、1949年2月23日に田村裁判の判決が言い渡された後、豊田裁判は途中1949年4月26日から場所を東京・青山の日本青年館に移して行われた。このことから、GHQ裁判は丸の内裁判、青山裁判と呼ばれることもある。
GHQ裁判は1949年9月6日の豊田裁判の判決をもって終了した。

## 起訴事件
- 田村浩裁判 - 俘虜情報局長官兼俘虜管理部長だった田村浩元陸軍中将の裁判[2][4]。判決は重労働8年の有罪判決[4][8]。
- 豊田副武裁判 - 連合艦隊司令長官や軍令部総長を歴任した豊田副武元海軍大将の裁判[2][4]。判決は無罪[4][8]。

## 評価
林 (2005, p. 40)は、GHQ裁判は、ドイツに対する裁判におけるニュルンベルク継続裁判と似た性格の裁判だったが、同裁判では大臣や次官、軍指導者、親衛隊（SS）やナチ幹部、企業幹部など12件185人が起訴されたのに比して、GHQ裁判での起訴件数は少なく、「なおざりの裁判」だった、と評している。